# MacOS復旧
macOS復旧 (macOS Recovery)は、Appleが提供するmacOSに内蔵された復旧環境であり、macOSのトラブルシューティングや復元を行うための環境である。これにより、macOSの再インストール、ディスクの修復、バックアップからの復元などが可能。

## 歴史
- 2011年：Mac OS X Lion（OS X 10.7）にてmacOS復旧が導入される。従来のリカバリーディスクやUSBメディアが不要になり、Mac本体に復旧機能が組み込まれる。

- 2013年：OS X Mavericks（10.9）以降、インターネット経由でリカバリーを実行できる「インターネット復旧（Internet Recovery）」が導入される。これにより、macOS復旧に内蔵されたリカバリイメージが破損している場合でも復旧が可能となる。
- 2018年：T2セキュリティチップ搭載Mac（iMac Proや2018年以降のMacBook Proなど）が登場。起動セキュリティの向上に伴い、リカバリーモードでのセキュリティ設定変更が可能になる。
- 2020年：Appleシリコン（M1チップ）搭載Macの登場により、リカバリーの起動方法が変更され、Intel Macとは起動手順などが変更になる。